# Los Ramones
Los Ramones es una localidad del estado mexicano de Nuevo León. Es cabecera del municipio de Los Ramones.

## Demografía
| Censo | Población |
| ----- | --------- |
| 1921  | 938       |
| 1930  | 1234      |
| 1940  | 1452      |
| 1950  | 1823      |
| 1960  | 1714      |
| 1970  | 1745      |
| 1980  | 1604      |
| 1990  | 1479      |
| 1995  | 1231      |
| 2000  | 1358      |
| 2005  | 1446      |
| 2010  | 1169      |
| 2020  | 1323      |